# Фирновая граница

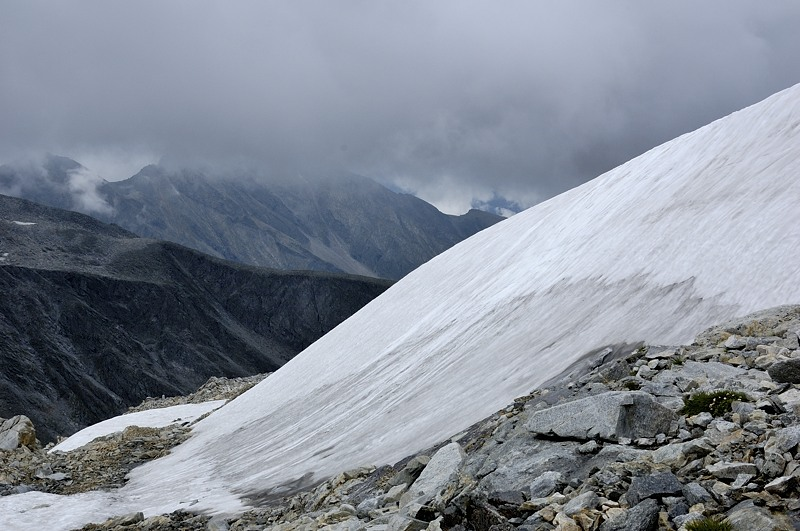
Фирновая линия на карово-долинном леднике

Фи́рновая грани́ца (фи́рновая ли́ния) — нижняя граница области фирнового питания на леднике, точнее — граница распространения старого фирна. В конце летнего сезона отделяет область ледника, покрытую фирном, от обнажённого льда. Иногда совпадает с границей питания ледника, но часто между ними находится полоса наложенного льда (зона ледяного питания).
Высота фирновой линии зависит от климатических условий и рельефа: количества твёрдых и жидких атмосферных осадков, интенсивности таяния и испарения снега, повторного замерзания талой воды, метелевого и лавинного перераспределения снега.
Например, на острове Гренландия фирновая граница на ледниковом покрове лежит на высоте 1200—1500 м. В горах китайской части Памира ледники спускаются до 4400 м, а их фирновая граница пролегает на высоте 5200 м. На хребте Кодар, расположенном в зоне БАМа, фирновая линия проходит на высоте 2400 м, а язык ледника спускается до 2200 м.